# Гегесій Магнесійський
Гегесій (1 пол. III ст. до н. е.) — відомий давньогрецький красномовець, започаткував стиль азіанізму у риториці.

## Життєпис
Народився у м. Магнесія (Лідія, Мала Азія). Стосовно його життя мало відомостей. Він навчався мабуть у приморських містах — Ефесі, Мілеті або у Сардах. Точних відомостей немає. Вочевидь на нього справила вплив перська, східна культура. Це особливо позначилося на стиля промов Гегесія. Вони були багатослівними, розпливчастими. Гегсій зловживав формальними ефектами, використовуючи при цьому короткі, уривчасті фрази.
Мабуть він складав свої промови на честь відомих людей або царів, на замовлення. Найвідомішою є промова Гегесія на честь Антіоха, царя Коммагени.